# Los Macuiles
Los Macuiles är en ort i Mexiko.   Den ligger i kommunen Tres Valles och delstaten Veracruz, i den sydöstra delen av landet, 300 km öster om huvudstaden Mexico City. Los Macuiles ligger 35 meter över havet och antalet invånare är 400.
Terrängen runt Los Macuiles är mycket platt. Runt Los Macuiles är det ganska tätbefolkat, med 75 invånare per kvadratkilometer. Närmaste större samhälle är Colonia Adolfo Ruiz Cortines, 2,6 km sydost om Los Macuiles. Omgivningarna runt Los Macuiles är en mosaik av jordbruksmark och naturlig växtlighet.